# José Ignacio Sáenz
José Ignacio Sáenz Marín, deportivamente conocido como José Ignacio  (Logroño, 28 de septiembre de 1973), es un exfutbolista español y director deportivo de la Unión Deportiva Logroñés. Fue internacional español en 2 ocasiones, además de jugar con la selección sub-21 en 14 ocasiones y 4 veces más con la selección olímpica.

## Trayectoria
| Temporada | Club                             | División  | Partidos | Goles |
| --------- | -------------------------------- | --------- | -------- | ----- |
| 1992-1993 | CD Logroñés B · España           | Segunda B | 29       | 2     |
| 1993-1994 | CD Logroñés B · España           | Segunda B | 13       | 1     |
| 1993-1994 | CD Logroñés · España             | Primera   | 19       | 1     |
| 1994-1995 | CD Logroñés · España             | Primera   | 30       | 1     |
| 1995-1996 | Valencia CF · España             | Primera   | 33       | 0     |
| 1996-1997 | Valencia CF · España             | Primera   | 42       | 1     |
| 1997-1998 | Real Zaragoza · España           | Primera   | 41       | 4     |
| 1998-1999 | Real Zaragoza · España           | Primera   | 33       | 1     |
| 1999-2000 | Real Zaragoza · España           | Primera   | 19       | 0     |
| 2000-2001 | Real Zaragoza · España           | Primera   | 45       | 10    |
| 2001-2002 | Real Zaragoza · España           | Primera   | 38       | 1     |
| 2002-2003 | Real Club Celta de Vigo · España | Primera   | 40       | 4     |
| 2003-2004 | Real Club Celta de Vigo · España | Primera   | 37       | 6     |
| 2004-2005 | Real Club Celta de Vigo · España | Segunda   | 12       | 1     |
| 2005-2006 | Logroñés CF · España             | Segunda B | 10       | 0     |

## Palmarés
| Título       | Club          | País   | Año  |
| ------------ | ------------- | ------ | ---- |
| Copa del Rey | Real Zaragoza | España | 2001 |

## Internacionalidades
- 2 veces internacional con España.
- Debutó con la selección española en Vaduz, Liechtenstein el 5 de septiembre de 2001 contra Liechtenstein.
- Participante en los Juegos Olímpicos de Atlanta, cuartos de final.